# Compagnie d'éclaireurs-parachutistes 17

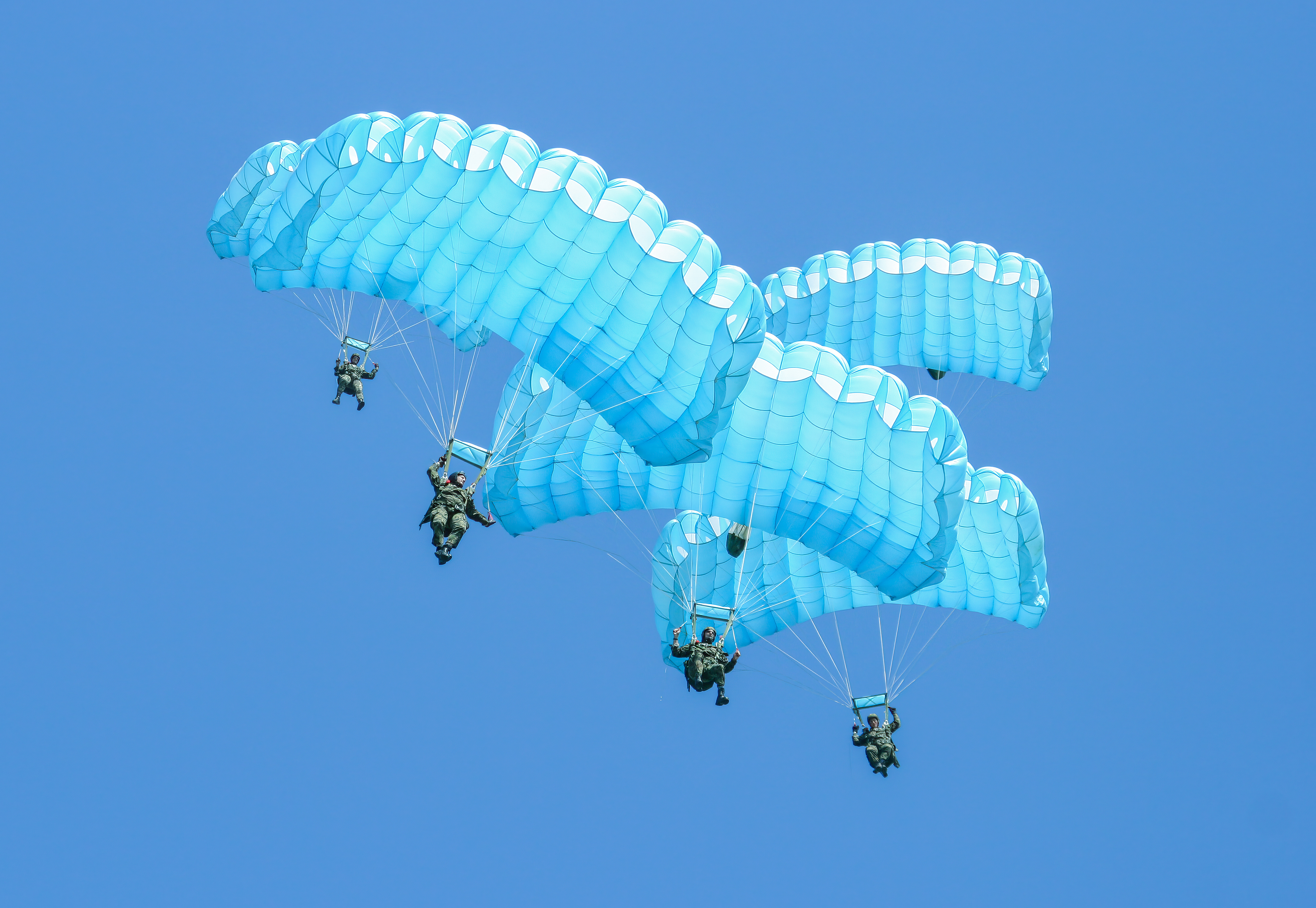
Une démonstration des éclaireurs-parchutistes de la 17ème compagnie à Bex en Suisse. Septembre 2007.

La Compagnie d'éclaireurs-parachutistes 17 (Fallschirmaufklärer Kompanie 17, FSK17) est une unité militaire aéroportée des forces spéciales Suisses rattachées aux forces aériennes suisses. Elle fut créée en 1968. Son emblème est une chauve-souris géante.

## Recrutement
Les futures recrues doivent s'inscrire au cours prémilitaire de parachutisme militaire SPHAIR, d'une durée de deux fois deux semaines, et subir des examens médicaux poussés. Au bout du compte, moins de 5 % des personnes inscrites au cours SPHAIR deviendront effectivement éclaireur-parachutiste, à savoir que 10 % à 15 % des candidats seront retenus pour commencer la formation militaire, puis 30 à 40 % des candidats achèveront avec succès la formation militaire.

## Formation
Une fois sélectionnés, les élèves éclaireurs parachutistes suivent une formation dans une école de recrue qui dure 43 semaines.
Ils doivent également être capable d'accomplir une chute opérationnelle à 8 000 m. Les éclaireurs-parachutistes sont tous sous-officiers ou officiers.

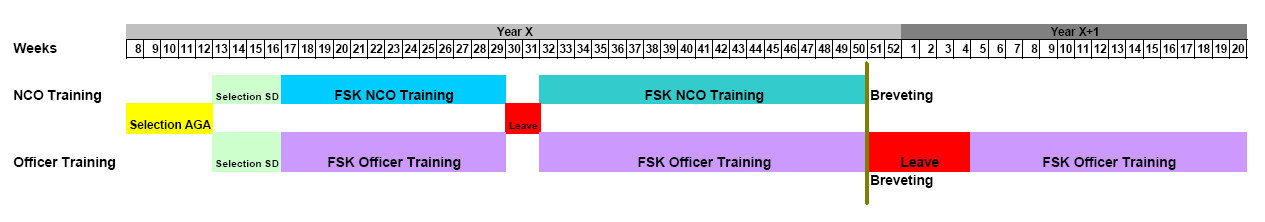
Frise chronologique de la formation

## Équipement
Les soldats sont équipés du fusil d'assaut 07 (SIG-553), dérivé du fusil d'assaut 90, plus compact en calibre 5,6 suisse, il est utilisé par les forces spéciales suisses.
FN Minimi (fusil mitrailleur léger en 5,56 × 45 mm Otan).
Sako TRG-42 (fusil de précision en .338 Lapua Magnum).

## Engagement
Les éclaireurs parachutistes font partie des forces spéciales de l'Armée suisse, à l'instar du DRA10 (Détachement de reconnaissance de l'armée 10) et des grenadiers. Leur mission principale est l'acquisition de renseignements en territoire ennemi au bénéfice des niveaux opérationnels de l'armée, soit les bataillons de grenadiers.

## Éclaireurs-parachutistes connus
- Adrian Amstutz
- Marco Sieber